# Carolyn George
Carolyn George (Dallas, 6 september 1927 – New York, 10 februari 2009) was een Amerikaans balletdanseres en fotografe.
George studeerde aan de School of American Ballet (SAB) en aan de San Francisco Ballet School. Zij begon haar professionele carrière in 1952 in musicals op Broadway en ging hetzelfde jaar dansen bij het New York City Ballet (NYCB) in  George Balanchines Zwanenmeer. Zij klom op tot soliste en creëerde rollen in  Todd Bolenders Souvenirs, William Dollars Five Gifts en Jerome Robbins' Fanfare. George werkte tot haar dood als fotografe bij onder meer NYCB en SAB.
Zij was gehuwd met de Franse balletdanser en choreograaf Jacques d'Amboise. George overleed begin 2009 aan PLS.